# Gymnopleurus aeruginosus
Gymnopleurus aeruginosus är en skalbaggsart som beskrevs av Edgar von Harold 1867. Gymnopleurus aeruginosus ingår i släktet Gymnopleurus och familjen bladhorningar. Inga underarter finns listade i Catalogue of Life.